# Дух (философия)
Вижте пояснителната страница за други значения на Дух.
Дух е основно понятие във философията, засягащо всички нейни аспекти, особено онтологията и гносеологията. В различните философски системи в понятието се влага различен, често диаметрално противоположен смисъл. Най-общо – онтологично духът е нематериалната субстанция, която лежи в основата (респективно не лежи) на всичко съществуващо. Що се отнася до гносеологията, духът като понятие, наред с разума и интелекта, при цялото разнообразие от тълкувания, е фундаментален термин за всяка философска система.

## Историческа еволюция на понятието

### Немска класическа философия

#### Шелинг
Според философските възгледи на Шелинг духът, както и материята, са еднакво недостъпни за човешкото познание. Той признава обекнивността и на двете субстанции, но ги определя като „безразлични“, що се отнася до тяхното присъствие в основата на мирозданието и неговото разбиране.

#### Хегел
Понятието за духа е в центъра на философската система на Хегел. Основното съчинение на този немски философ е озаглавено именно „Феноменология на духа“. В неговия изказ понятията „дух“ и „абсолютна идея“ са тъждествени. За Хегел духът е обективно начало на мирозданието. Оттам нататък духът намира своя израз в човека, където се развива на базата на същите принципи, по които и във вселената. Всичко материално, независимо дали става дума за природата или създаденото от човека, е въплъщение на същия този универсален дух. Именно духът прави обектите познаваеми. Важно е да се отбележи, че за Хегел духът не е просто изначална статична субстанция – той е също динамичен, търпи развитие, присъства в историята и еволюцията.

## Марксизъм
Марксизмът отрича обективното съществуване на духа и го приема за функция на материята. Всъщност това е първата голяма философска система, която не само отрича субстанциалността на духа, но и го противопоставя на материята – при своята формулировка на т. нар. „основен философски въпрос“. Въпреки това понятието има важно значение за марксическата гносеология – особено в аспектите на познаваемостта на света – макар и производен на материята, той единствен може (при това в пълнота), да постигне истинско познание за света.